# Trichoniscus valkanovi
Trichoniscus valkanovi là một loài chân đều trong họ Trichoniscidae. Loài này được Andreev miêu tả khoa học năm 1985.